# Mackenzie Davis
Mackenzie Davis (Vancouver, 1 april 1987) is een Canadese actrice.

## Levensloop en carrière
Davis begon haar acteercarrière in 2011 in de film Smashed. Ze had een kleine rol in de film met Mary Elizabeth Winstead en Aaron Paul in de hoofdrollen. Twee jaar later speelde ze Nicole in What If naast Daniel Radcliffe en Zoe Kazan.
Sinds 2014 speelt ze een van de hoofdrollen in de televisieserie Halt and Catch Fire. In 2015 had ze een kleine rol in The Martian.

## Filmografie (selectie)
- What If, 2013
- Halt and Catch Fire (televisieserie), 2014-2017
- The Martian, 2015
- Black Mirror, 2016
- Blade Runner 2049, 2017
- Tully, 2018
- Terminator: Dark Fate, 2019
- The Turning, 2020
- Irresistible, 2020
- Speak No Evil, 2024

- Bibsys: 1512647520315
- Biblioteca Nacional de España: XX5596920
- Bibliothèque nationale de France: cb169805190 (data)
- Gemeinsame Normdatei: 1098450736
- International Standard Name Identifier: 0000 0004 5100 8176
- Library of Congress Control Number: no2015010031
- Nationale Bibliotheek van Tsjechië: xx0264704
- Nationale Bibliotheek van Israël: 987007343238405171
- Nationale Bibliotheek van Polen: a1000000829087
- Nederlandse Thesaurus van Auteursnamen: 395433185
- Système universitaire de documentation: 188220771
- Virtual International Authority File: 316760627
- WorldCat: E39PBJfGTWqhvPfmXm47qXgBT3